# 27P/Crommelin
27P/Crommelin (Provisorisk beteckning: 27P/1928 W1) är en periodisk komet. Den upptäcktes första gången i februari 1818 av Jean-Louis Pons i Marseille. Kometen visade då upp en koma men saknade en synlig svans. Pons kunde följa kometen under några dagar, men kunde inte beräkna en omloppsbana. Kometen återupptäcktes 10 november 1873 av Jérôme Eugène Coggia i Marseille. Friedrich August Theodor Winnecke gjorde nästföljande natt oberoende av Coggia samtidigt samma upptäckt i Strasbourg. Kometen var synlig även från andra observatorier, men försvann spårlöst inom en vecka. Alexander Forbes Irvine Forbes upptäckte åter kometen den 19 november 1928. Kometen kunde denna gång följas till slutet av december. I efterhand kunde man notera att kometen fastnat på fotografiska plåtar redan den 25 oktober. Andrew Claude de la Cherois Crommelin kunde denna gång framgångsrikt bestämma en omloppbana och kunde bekräfta att det var samma komet som observerats 1818 och 1873. Crommelin har med anledning av detta arbete fått ge namn åt kometen.